# Потёмкин, Фёдор Васильевич
Фёдор Васи́льевич Потёмкин (11 (23) февраля 1895, Ачкасово Даниловского уезда Ярославской губернии — 20 июля 1973, Москва) — советский историк, специалист по новой истории стран Западной Европы. Член-корреспондент АН СССР c 23 октября 1953 года по Отделению исторических наук (всеобщая история).

## Биография
Родился в крестьянской семье. В 1914 году окончил Введенскую гимназию и поступил на историко-филологический факультет Петроградского университета. В 1916 году, прервав учёбу в университете, поступил в Павловское военное училище, ускоренный курс которого окончил в том же году. В чине прапорщика состоял в различных тыловых воинских частях. В январе 1918 года был освобождён от воинской службы по болезни (порок сердца), вернулся в университет.
В 1919 году тяжело заболел и уехал в деревню, где с 1920 по 1922 год работал преподавателем школы 2-й ступени и являлся председателем Школьного совета. Окончив в 1922 году обучение в Петроградском университете, преподавал в вузах Петрограда — Ленинграда и Москвы, в том числе в Военно-политическом институте им. Н. Г. Толмачёва (1922—1924), Военно-морской академии (1924—1926), Академии коммунистического воспитания им. Н. К. Крупской (1929—1934) и Высшей школе парторганизаторов.
В 1926—1928 годах находился в командировке в Париже, где работал в архивах, собирая материалы по теме промышленной революции во Франции. В 1928 году выступил на первой Всесоюзной конференции историков-марксистов с докладом о проблеме методологии и методике исследования промышленного переворота. Сотрудник ИМЭЛ при ЦК ВКП(б) (1928—1930), в 1934—1940 годах преподавал в МИФЛИ им. Н. Г. Чернышевского. Доктор исторических наук (1936, диссертация «Лионские восстания 1831 и 1834 гг.»), профессор (1938).
С 1937 года работал в Институте истории АН СССР, в 1943—1956 годах — заведующий сектором новой истории. Заведовал кафедрой новой и новейшей истории исторического факультета МГУ им. М. В. Ломоносова (1944—1946) и кафедрой всеобщей истории ВПШ при ЦК ВКП(б) (КПСС) (1944—1958), в 1946—1954 годах — профессор АОН при ЦК. Заместитель академика-секретаря Отделения исторических наук АН СССР (1953—1957). В 1955—1957 годах — член Международного комитета исторических наук, один из организаторов и член бюро Национального комитета историков СССР. Участник X Международного конгресса историков в Риме (1955).
Скончался в Москве в 1973 году. Похоронен на Востряковском кладбище.

## Научная деятельность
Главной темой исследований Ф. В. Потёмкина была социально-экономическая и политическая история Франции XVIII—XIX веков: состояние экономики к началу Великой французской революции, промышленная революция, социальные конфликты в первые годы Июльской монархии, революция 1848 года.
В годы Великой Отечественной войны учёный опубликовал ряд работ, посвящённых критическому разбору трудов К. Клаузевица как одного из источников военной доктрины германского империализма. Также занимался проблемами выявления закономерностей, характеризующих народные освободительные войны.

## Основные работы
- «Промышленная революция во Франции. Переворот в шелкопрядильном производстве» // «Историк-марксист», 1929, № 12
- «К истории развития капитализма во Франции» (1930)
- «К социальной истории французской фабрики» // «Архив К. Маркса и Ф. Энгельса. Кн. 5» (1930)
- «Лионские восстания 1831 и 1834 гг.» (1937)
- «Революции 1848—1849 гг.» (тт. 1—2, 1952; совм. с А. И. Молоком)
- «Агрономическая практика и политические позиции пропагандистов „нового земледелия“ во Франции во второй половине XVIII — начале XIX вв.» // «Французский ежегодник — 1965» (1966)
- «Промышленная революция во Франции» (тт. 1 и 2, 1971)

Член редколлегии изданий «Всемирная история» (тт. 1—10, 1955—1965) и «Парижская коммуна 1871 г.» (тт. 1—2, 1961), автор глав в академической «Истории Франции» (тт. 1—3, 1972—1973). Некоторые работы Ф. В. Потёмкина переведены на французский, немецкий и другие языки.

## Награды
- орден Ленина (27.03.1954)
- орден Трудового Красного Знамени
- орден «Знак Почёта»